# 田中美久
田中 美久（たなか みく、2001年〈平成13年〉9月12日 - ）は、日本のグラビアモデル、女優、モデル。女性アイドルグループ「HKT48」の元メンバーである。
熊本県出身。am合同会社所属。

## 略歴

### HKT48への加入、選抜総選挙への初の最年少ランクイン
憧れていた大島優子のようになりたいと思っていた時、母からHKT48の第3期生オーディションの存在を知らされてオーディションを受験し、2013年8月に合格した。同年11月2日にHKT48ひまわり組「パジャマドライブ」初日公演のバックダンサーとして披露された。HKT48への加入に際し、父を熊本県に残して母や祖母と共に福岡県に移住した。ただ、移住は転校も伴って辛いものとなり、熊本県にいる友達や家族に会いたくなって毎日入浴時に泣いていたうえ、HKT48の活動が忙しく学校に馴染めない時期もあったが、楽しいことを見つけることによって寂しさも和らいだ。その後、2014年1月に開催された凱旋コンサートにて渡辺麻友の楽曲「シンクロときめき」をソロで披露した際には、地元のファンに「熊本の誇りだよ」と喜ばれたという。
2014年2月24日には、Zepp DiverCityにて開催されたイベント「AKB48グループ大組閣祭り」においてチームHへの昇格が発表され、同年4月23日よりチームHとして活動を開始する。それに先駆け、3月12日に発売された3rdシングル「桜、みんなで食べた」で同期の矢吹奈子と共に「なこみく」と称され、初の選抜入りを果たした後、4月より熊本県の地方紙「熊本日日新聞」のCMに単独で出演した。
2015年3月25日には、さいたまスーパーアリーナにて開催されたコンサート「AKB48ヤングメンバー全国ツアー〜未来は今から作られる〜」において、矢吹・（以下AKB48）大和田南那・川本紗矢・谷口めぐ・向井地美音・村山彩希と共に、AKB48グループの派生ユニット「でんでんむChu!」を結成することが発表された。
2016年5月から6月にかけて実施された投票イベント「AKB48 45thシングル 選抜総選挙」では第45位となってネクストガールズに入り、当イベントが初にして最年少でのランクインを果たした。また、中高生向けビューティー&ファッション雑誌『LOVE berry』vol.3（徳間書店）の専属モデル「ラブモ」に起用された。

### 大使活動や水着グラビアの開始、地元での成人式や単独での映画初出演
2017年1月12日には、熊本県立芦北高等学校の新制服モデルに抜擢されると同時に、芦北町の「あしきた親善大使」に任命された。また、同年5月から6月にかけて実施された「AKB48 49thシングル 選抜総選挙」では、第28位となってアンダーガールズに選出された。
2017年12月7日には、青年漫画雑誌『週刊ヤングジャンプ』2018年1号（集英社）にて初の水着グラビアを披露した。かねてから待望されていた中での解禁だったため、インターネット上にはその姿を見たファンたちから興奮のコメントが続々と上がった。また、すぐに各雑誌の表紙を飾るようになり、「グラビアクイーン」の称号（詳細は後述）を得ることにもつながった。
2018年5月2日には、HKT48の11thシングル「早送りカレンダー」で矢吹と共にシングル表題曲では初めてセンターに選ばれ、「なこみく」コンビでWセンターを務めた。また、同年6月に実施された「第10回AKB48世界選抜総選挙」では第10位となったうえ、第9位に矢吹も入っていたことから、「なこみく」コンビで揃って（自身は初の）選抜入りとなった。
2018年7月9日には、東京ドームにて開催された「鷹の祭典 2018」の開幕戦でもあるプロ野球の福岡ソフトバンクホークス対北海道日本ハムファイターズ戦に専用のユニフォームを着用して登壇し、初の始球式を行った。同年8月3日には、熊本市にて「熊本2019応援大使」に任命された。10月11日には、芦北警察署にて一日警察署長に任命され、全国地域安全運動出発式での挨拶をはじめ各種活動に務めた。
2019年1月8日には、福岡市内にて開催された若手メンバー「F24」のみのコンサートに登壇し、「指原莉乃の後継者としてHKT48をさらに盛り上げていく」との決意を宣言した。同年5月14日には、「2019女子ハンドボール世界選手権大会」の公式ファンサイト「くまモンハンド部」に、マネージャーとして入部した。
2020年1月10日には、福岡市博多区の住吉神社にて執り行われた成人式に、矢吹と共に振袖姿でフェイスシールドを着用して出席した。同年7月31日には、単独での初出演となる映画『＃ハンド全力』が公開された。なお、その舞台である熊本県での撮影は2019年4月で完了しており、同年4月19日にはその旨を自身のTwitterにていち早く報告していた。
2020年10月2日には、芸能雑誌『BUBKA』同年11月号増刊（白夜書房）の表紙と巻中グラビアを19歳初のグラビアで飾ったほか、20歳になるまでに叶えたい夢などをインタビューにて答えた。
2020年12月14日には、警察庁の特殊詐欺被害防止プロジェクトチーム「ストップ・オレオレ詐欺47〜家族の絆作戦〜」の新メンバーにHKT48も選ばれたことから、運上弘菜と共にチームを代表して福岡県警察本部での委嘱式に登壇し、支援官の役職を委嘱された。

### 1st写真集の好評によるグラビアの急増、女優やアイドルとの三刀流へ
2021年2月12日には、熊本市にて「熊本市親善大使」に任命された。同年9月12日には熊本県にて撮影された1st写真集『1/2少女』（双葉社）が発売され、20歳の誕生日を迎えた同日の取材では、「最初のお酒は指原さんと一緒に」「（『1/2少女』を）横に飾って飲みたい」と語った。『1/2少女』は発売10日前に重版が決定するほどの反響と予約を集めた結果、発売初週に第1位を記録して10月には4度目の重版も行われ、同時点での累計発行部数は3万9千部を突破した。
2021年12月16日には、秋葉原UDXシアターにて開催された映画祭「AkihabaraScreening2021」において、宇土市にて撮影された主演短編映画『ママのふるさと』が上映された後、舞台挨拶に登壇した。
2022年11月21日には、アイドルグラビア雑誌『アップトゥボーイ』vol.321（ワニブックス）の表紙と巻頭グラビアを黒水着などさまざまな衣装姿で飾った。同年12月15日には、アイドルグラビア雑誌『EX大衆』2023年1・2月号（双葉社）の表紙と巻頭グラビア、付録のミニフォトブックを初のバニーガールなどさまざまな衣装姿で飾った。
2023年1月12日には、AKB48 Group新聞による賞レース「AKB48グループ新聞48Timesアワード2022」にて、2022年内に最も活躍したメンバーが受賞する「MVP」に次ぐ「MIP」を、グラビア部門での特に目覚ましい活躍を理由として受賞した。同年3月4日には、第9回カバーガール大賞にて芸能・音楽部門賞を受賞したうえ、総合順位でも第2位を獲得し、感謝と抱負を語った。6月29日には、『BUBKA』同年8月号の表紙と巻頭グラビアを飾ったほか、グラビアの仕事を続行することを自身のSNSにて明かした。
2023年7月7日には、グループ関連以外では初のレギュラー出演となるテレビドラマ『最高の教師 1年後、私は生徒に■された』（日本テレビ）の試写会に同じくキャストの本田仁美 (AKB48)、窪塚愛流、山下幸輝と共に出席し、上映後にはその開催会場である大森学園高等学校の生徒たちに「幼少時からHKT48に入っていたので、学校行事への参加経験がない」との旨を明かしたうえで「3年間を本当に楽しんでもらいたい」との旨を呼びかけた。同年7月10日には、男性向け週刊誌『週刊プレイボーイ』同年30・31合併号（集英社）の表紙と巻頭グラビアを25ページ（インタビューなども含めると合計30ページ）もの大特集で飾った。
2023年8月7日には、国立代々木競技場第二体育館にて初開催されたファッションイベント「IDOL RUNWAY COLLECTION supported by TGC」に登壇した。同年8月25日には、バラエティ番組『ラヴィット!』 (TBS) に初めてゲスト出演し、お笑いコンビのEXITや宮下草薙、タレントの近藤千尋と共に参加した大磯ロングビーチでのロケ内容の前編が放送されたほか、放送後にはそれぞれとのツーショットやオフショットを自身のInstagramにて公開した。
2023年8月31日（8月30日深夜）には、バラエティ番組『まんが未知』（テレビ朝日）にゲスト出演し、初の漫画原作を担当したことや、その作画を担当する今井大輔との打ち合わせに臨む様子が放送された。

### HKT48からの卒業、am合同会社への移籍
2023年10月12日には、HKT48劇場において開催された「チームKⅣ「ここにだって天使はいる」公演にて、HKT48から卒業することやその後は東京に拠点を移して活動することを発表した。同年11月14日には、広島マリーナホップ第二駐車場において開催された音楽の祭典「PEACE STOCK 78' HIROSHIMA 2023」にHKT48が登壇し、自身も同グループでの最後のパフォーマンスを披露した。
2023年11月21日には、青年向け漫画雑誌『ヤングチャンピオン烈』同年No.12号（秋田書店）の表紙と巻頭をアイドルとしての最後のグラビアで飾ったほか、11月24日までにそのオフショットやアザーカットを自身のSNSにて大量公開し、今までとは異なる大人の色気を称賛された。同年11月27日には、Zepp Fukuokaにおいて開催されたライブ「HKT48 秋LIVE2023〜博多にまつわるエトせとら〜」にて、第7期生となる新メンバーオーディションと春コンサートを開催することが発表されたほか、後者の初日（2024年3月9日）に福岡サンパレスホテル&ホールにおいて開催される夜公演では田中の卒業コンサートも開催することが発表された。
2023年12月4日には、同年12月20日に発売される（HKT48加入中最後の）シングル「バケツを被れ！」についてのインタビューに、石橋颯や竹本くるみ、最上奈那華と共に答えた。同年12月29日には、HKT48劇場において開催された卒業公演にてHKT48を卒業した。
2024年1月1日には、同日付で所属事務所をam合同会社に移籍した。また、それと同時期に東京での一人暮らしを開始した。同年1月17日には、『ラヴィット!』にお笑いタレントのすゑひろがりずやお笑いユニットの怪奇!YesどんぐりRPGと共にVTR出演し、彼らとのロケにおいて腹話術を披露して感心させたほか、共に最新韓国スイーツなどを堪能した。
2024年1月22日には、『週刊プレイボーイ』同年6号の表紙と巻頭グラビアをHKT48卒業後初のビキニ姿などで飾ったほか、同年3月1日（2月29日深夜）より放送開始予定のテレビドラマ『シンデレラ・コンプレックス』（毎日放送）にて前園由良役として初主演することが発表された。なお、それについての日刊スポーツによるインタビューには、（ダブル主演の飯島寛騎との）「○○シーンや○○シーンにも初挑戦した過激な内容には衝撃を受けると思うが、仕事として身体を張ったので頑張ったとして見て欲しい」との旨を答えている。
2024年2月9日・10日には、同年3月中旬発売予定の卓上カレンダー『田中美久 2024.4 - 2025.3 カレンダー』（わくわく製作所）を告知したほか、Calvin Klein製の下着姿で飾るその表紙をはじめ、メイキング動画やオフショット、アザーカットを自身のSNSにて公開した。なお、プロデュースを担当した初の単身作品であることからも、コメント欄では「エモくてセクシーで私らしい」との旨で歓喜する心境を述べている。
2024年2月20日には、『FLASH』同年3月5日号の表紙と巻頭グラビアを大胆なチューブトップ姿などで飾り、その際に披露した艶めかしい表情と色白な素肌については「アイドルではないからこそ、深く自分をさらけ出せた」と述べたほか、かねてよりの希望に応じてそれらの撮影を担当してくれた中村和孝への思いを自身のX（旧：Twitter）にて熱く語った。同年3月5日には、同月15日公開予定のアニメ映画『FLY!/フライ!』（イルミネーション）のスペシャルアンバサダーに就任し、自身のSNSでも同映画の魅力を発信していくとの旨を述べた。
2024年3月9日には、1日だけアイドルに戻って「田中美久 卒業コンサート〜10年分の感謝を込めて！みんなで一緒にみくもんもん〜」を開催し、約10年間のアイドル人生に幕を下ろした。

### ソロ活動の始動、2nd写真集の発表
2024年3月15日には、青年向け漫画雑誌『ヤングガンガン』同年7号（スクウェア・エニックス）の表紙と巻頭グラビアを同月1日に発売された6号から2号連続で飾ったほか、その合間の同月13日には少年向け漫画雑誌『週刊少年マガジン』同年15号（講談社）の表紙と巻頭グラビアを初登場で飾った。
2024年3月16日には、明治神宮球場にて開催された東京ヤクルトスワローズ対東北楽天ゴールデンイーグルス戦に前述の『FLY!/フライ!』の劇場公開を記念して登壇し、始球式を行った。
2024年3月28日には、『FLASH』の増刊『FLASHスペシャル グラビアBEST 2024年春号』（光文社）の巻中グラビアを『FLASH』同年3月5日号にて大反響となったグラビアのアザーカットで飾り、四つん這いでバストを披露したことなどから「美の暴力」と評された。同年4月5日には、『ヤングガンガン』同年6・7号に連続掲載されたグラビアのアザーカットを収録した初のデジタル写真集『はじめての』（スクウェア・エニックス）が発売された。4月8日には、同デジタル写真集がランキング1位となったことを自身のInstagramにて報告したほか、そのお気に入りカットを公開した。
2024年4月13日には、グランメッセ熊本にて開催されたファッションイベント「麻生専門学校グループ presents TGC KUMAMOTO 2024 by TOKYOGIRLS COLLECTION」に登壇し、ランウェイを歩いた。同年4月20日には、HMV&BOOKS SHIBUYAにて開催された『田中美久 2024.4 - 2025.3 カレンダー』の発売記念イベントに登壇し、テーマやお気に入りカットなどを述べた。
2024年5月22日には、週刊誌『週刊現代』のグラビア別冊『WGPlus』Vol.4（講談社）の表紙と巻頭グラビアを、「大人色のクールビューティ」をテーマとして30ページに渡って飾ったほか、そのアザーカットを各ニュースサイトにて公開した。同年5月23日には、そのオフショットや動画を自身のInstagramにて公開した。
2024年5月31日には、『BUBKA』同年7月号の表紙と巻頭グラビアを飾ったほか、今後の俳優業やグラビアについてなどをインタビューに答えた。同年7月10日には、23歳の誕生日でもある9月12日に2nd写真集を集英社から発売することが発表されたほか、そのアザーカットが公開された。HKT48の卒業後初にして約3年ぶりでもある同写真集では、ロケ地のオーストラリアのバイロンベイやゴールドコーストにて「今の自分を知ってもらう」「思いきりやる」を心に秘めて撮影に臨んだほか、内容については「温存していた何かを解禁したことにどんな反応が起きるのか不安もあるが、楽しみでもある」との旨を述べている。
2024年7月23日には、同年12月20日公開予定の映画『聖☆おにいさん THE MOVIE〜ホーリーメン VS 悪魔軍団〜』（福田雄一監督）で、同じく福田が監督を務めた2014年の映画『女子ーズ』からのゲストキャラクターである新生女子ーズのイエロー役を演じることが発表された。福田作品への出演は憧れにして夢であり、『女子ーズ』でのイエロー役だった高畑充希を研究しつつ、今回はアドリブも入れて頑張ったという。
2024年8月12日には、2nd写真集の表紙とタイトル『気ままに。』を自身のSNSにて解禁したほか、同写真集の出来について「胸を張って100点満点と答えたい仕上がりです」と述べた。同年8月21日には、テレビドラマ『新宿野戦病院』第8話（フジテレビ）にコンカフェの人気店員役としてゲスト出演し、芸能事務所にスカウトされた一方で常連客のストーキングに悩まされる同役を演じたことからも、注目を集めた。8月22日には、バラエティ番組『バズマンTV』（テレビ朝日）での企画を経て原作を担当した漫画『1年後のウェディングドレス』（作画：椎葉きのこ）の独占配信が、ブックライブにて開始された。
2024年8月23日には『ラヴィット!』に1年ぶりのゲスト出演を果たし、スタジオにてボードゲームや罰ゲームに参加したほか、VTRでは井上咲楽や宮下草薙、EXITと共に参加した前原横渚海岸でのロケ内容の前編が放送された。同年8月31日・9月1日には、チャリティー番組『24時間テレビ47 愛は地球を救うのか?』（日本テレビ）の熊本県民テレビローカルパートにカジサック（キングコング）や景井ひなと共にゲスト出演し、募金会場のイオンモール熊本にてチャリティーパーソナリティーを務めた。

### 2nd写真集の発売、女優活動の増加
2024年9月9日には、『週刊プレイボーイ』同年39号の表紙と巻頭グラビアを飾り、ランジェリー姿でバストを披露したほか、付録DVDに『気ままに。』のガイドムービー（55分）が収録された。同年9月12日には、23歳となる瞬間をカラオケボックスにて年上の友人でもあるちとせよしの（詳細は#交流関連を参照）と共に迎えて祝福されたほか、『気ままに。』が発売された。9月20日には、同写真集がオリコンの売り上げランキングで『羽生結弦 シーズンフォトブック 2023-2024』（9月12日発売、舵社）の推定部数の倍以上となる8923部を記録して1位となったことが報じられた。
2024年9月26日には、同年9月30日より放送開始予定の連続テレビ小説『おむすび』（NHK総合）にレナ役で出演することが報じられた。同シリーズへの出演は初であることから、家族も喜んでくれたという。9月27日には、青年漫画雑誌『ビッグコミックスペリオール』同年20号（小学館）の表紙を初めて飾ったほか、巻頭グラビアを同誌連載中の『太陽と月の鋼』（松浦だるま）とのコラボレーションとして、ヒロインの月に扮した和装姿で飾った。
2024年10月2日には、『気ままに。』の重版が決定したことを記念し、同写真集の掲載カットから新たに3枚が公開された。同年10月4日には、2日（1日深夜）に放送されたテレビドラマ『3年C組は不倫してます。』第1話（日本テレビ）にて演じた佐々木真鈴のベッド上での不倫シーンが、SNSにて「妖艶な演技に惹き込まれる」「女優としての覚悟を感じた」などと評されたことが報じられた。同年10月14日には、『気ままに。』のアザーカットのみで構成されたデジタル写真集『もっと、気ままに。』（集英社）が発売された。
2024年11月3日には、新宿住友ホールにて開催された生配信イベント「超ライブ配信祭2024〜みんなで叶える夢がある〜」にタレント部門のプレゼンターとして登壇し、HKT48所属当時のSHOWROOM配信と重ね合わせて表彰後に涙した。同年11月4日には、『おむすび』第26話に前述の役で出演し、川合紗香役で出演した兒玉遥に続いてHKT48の元メンバー2人目の朝ドラデビューを果たした。
2024年12月23日には、『週刊プレイボーイ』2025年1・2合併号の巻中グラビアを飾り、黄色のビキニ姿でバストを披露したほか、集英社のグラビア賞レース「グラジャパ！アワード2024」にて最優秀写真集賞を受賞し、授賞式に登壇して感謝を述べた。
2025年1月7日には、総合週刊誌『週刊SPA!』同年1月14日・21日合併号（扶桑社）の表紙と巻中グラビア企画「美女地図」を飾り、同企画にてラッパーの呂布カルマに「凄みのある胸の説得力がいい」と評された。
2025年3月16日には、HMV&BOOKS SHIBUYAにて開催された『田中美久 2025.4 - 2026.3 カレンダー』（わくわく製作所）の発売記念イベントに登壇し、テーマやお気に入りカットなどを述べた。
2025年4月10日には、配信ドラマ『死ぬほど愛して』第3話 (ABEMA SPECIAL) にて演じた悪女の小泉彩葉が成宮寛貴の演じるサラリーマンの神城真人を誘惑して肉体関係を結ぶものの、実は殺人鬼だった彼に絞殺されてしまう姿が披露された。なお、馬乗りとなっての過激なベッドシーンの撮影に際し、インティマシー・コーディネーターには最初に要望や心配を丁寧に聞いてもらったほか、「息遣いをマラソンの直後の感じで表現すると良い」や「背中のラインを綺麗に見せるには猫背に気をつけてカメラを意識した姿勢を取ると良い」などの助言をもらったという。
2025年4月12日には、グランメッセ熊本にて開催された「麻生専門学校グループ presents TGC KUMAMOTO 2025 by TOKYOGIRLS COLLECTION」に登壇し、ランウェイを歩いた。同年6月17日には、『週刊SPA!』6月24日・7月1日合併号の表紙と付録の37周年特製フォトブックを飾ったほか、そのアザーカットが収録されたデジタル写真集『時をかける美女』（扶桑社）が発売された。

## 人物

### 自身関連
愛称は、みくりん。HKT48の同期で同い年の矢吹とのコンビは「なこみく」と呼ばれ、当時は共に活動することが多かった。「なこみく」の楽曲には「生意気リップス」がある。なお、矢吹がパーソナリティを務めるラジオ番組『レコメン!』（文化放送、2023年6月14日放送分）を体調不良で欠席した際には、「最高の相方」である彼女の代打を務めたほか、20歳を迎えて一人暮らしを始めた自宅に矢吹が初めて泊まりに来た際の飲酒エピソードを明かしている。
2022年12月21日には、パニック障害と不安障害に罹患したが通院による治療を続け、現在では回復傾向にあることを自身のInstagramにて明かしている。
2023年9月8日には、くまもと「水」検定を受験し、100点で3級に合格したことを自身のXにて明かしている。
2023年10月16日には、クイズ番組『ネプリーグ』（フジテレビ）にゲスト回答者の1人として出演し、番組冒頭で「常識力に不安がある」と紹介されている。
2024年2月25日には、ユナイテッド・シネマ豊洲にて開催された『シンデレラ・コンプレックス』の完成披露トークイベントに登壇して「なるべく原作に近いように由良を演じた」との旨を明かし、飯島に「（後半に進むに連れて増える過激なシーンも含めて）この子、役者魂があるな」と度胸を絶賛された。また、飯島との立ちキスシーンは（27センチメートルもの身長差ゆえに）そのままでは行えず、カメラに映っていないところで彼が足を開く（曲げる）などのきつい体勢を取ってくれたことが申しわけなかったため、タイトルにちなんで「1つだけ魔法が使えるならどんな魔法を使いたいか」との質問には「身長が伸びる」と答えている。
2024年3月13日には、「昔から動物に好かれて嬉しいが、実は犬にも猫にもアレルギーを持っている」との旨を自身のInstagramにて明かしている。
2024年3月28日には、『FLASHスペシャル グラビアBEST 2024年春号』でのインタビューにて「誰からも好かれる声になりたかった」との旨を答えているほか、低身長だけでなく小足もコンプレックスとして挙げており、前者については「ファンの方々に一番モテる158センチメートルになりたい」、後者については「衣裳さんが靴も用意してくれるが、自分の足はSSサイズゆえにヒールが高いものが横幅も縦幅も合わず困っている」との旨をそれぞれ明かしている。
2024年4月1日には、自宅の整理中に出てきた若い頃の父母の写真を自身のXにて公開した結果、当時の父の雰囲気や母の容貌が現在の自身に酷似していたことが反響を呼んでいる。
2024年6月5日（4日深夜）には、トークバラエティ番組『上田と女がDEEPに吠える夜』（日本テレビ）にスタジオゲストとして出演し、HKT48所属当時における自身の恋愛経験のなさや握手会でのファンの許せない行動、男性スポーツ選手によるろくでもないDMなどに基づく結婚前提の堅実な恋愛観を暴露し、MCの上田晋也（くりぃむしちゅー）やSKE48元メンバーの須田亜香里ら共演者たちを苦笑させている。同年6月12日には、『上田と女が吠える夜』にスタジオゲストとして出演し、衣服を買わないミニマリストを自称、ファンから頂いたもので生きている、貯金が趣味で他人のために使うお金が大好きなどのエピソードを明かしたほか、掃除が大好きなあまり幼少期には母の部屋を不在中に掃除した結果、大切に保管されていた自身の臍の緒がゴミにしか見えず捨ててしまったとのエピソードを明かし、一同をどよめかせている。
2024年6月21日には、トークバラエティ番組『酒のツマミになる話』（フジテレビ）にスタジオゲストとして出演し、幼少期はベーコンを1枚つまみ食いしただけで怒られるなどの少し貧乏な生活を送っていたが、HKT48に入ってからはベーコンを毎回ケータリングで食べられるようになって感激したとの旨や、HKT48を卒業してからは給料が上がって世界三大珍味を食べられるくらい稼げるようになったとの旨を明かしている。
2024年7月10日には、配信バラエティ番組『超フューチャークイズ!』 (LINE VOOM) に出演し、1年後の自身の未来を予想して女優業への意気込みを見せたほか、「大河ドラマに出演するため、ピアスホールを開けないようにしている」との旨を明かし、MCの伊藤俊介（オズワルド）のほか、ダンサーの岩岡徹 (Da-iCE) やお笑いタレントのお見送り芸人しんいちら共演者たちを驚かせている。

### 交流関連
乃木坂46元メンバーの秋元真夏と交流があり、推しメンには元メンバーの西野七瀬を挙げている。特に、西野については卒業コンサートを見に行ったほどであり、その際には同行するマネージャーの宿泊代や交通費（合計数十万円）も自腹で支払ったという。西野からもらった誕生日の祝福メッセージについては後々でも大事に持っているほか、秋元の紹介で西野と会えた際には歓喜のツーショットを公開している。また、2024年3月31日に西野が山田裕貴との結婚を発表した際には、自身のSNSにて西野への祝福メッセージを公開している。なお、乃木坂46についてはかつて遠征先のホテル付近での握手会へ矢吹と共にこっそり行ったこともあるが、後でスタッフに3時間くらい説教されて泣いたという。
HKT48の先輩である指原莉乃とは彼女の卒業後も交流があり、バラエティ番組『1億人の大質問!?笑ってコラえて!』（日本テレビ、2023年9月13日放送分）に出演した際には、かつて指原からLINEで「明日ひま？」と急に誘われ、「ひまです！」と連絡すると翌日には彼女がチケットなどのすべてを手配し、（結果的にプライベートでの初海外旅行も兼ねて）上海ディズニーランドなど上海への旅行が実現したことを明かしている。同じく、HKT48の卒業生である村重杏奈とは深夜バラエティ番組『オールナイトフジコ』（フジテレビ、2023年6月3日〈2日深夜〉放送分）で共演した際、HKT48を「村重のいたグループ」と称されるほどの最近の活躍にも凄さを感じるとの旨を明かしている。
SKE48元メンバーの松井珠理奈とは姉妹のような交流があり、2023年10月12日にはHKT48からの卒業を発表した田中へのメッセージに際し、姉のように慕ってくれたことへの感謝が2人で抱擁している写真と共に述べられている。
グラビアアイドルのちとせよしのとは同じく九州出身（佐賀県出身）であることからも、Xにて彼女のオレンジマイクロビキニ姿を絶賛する、休日には共に東京ディズニーランドを満喫する、誕生日には直に会って祝福されるなどの交流がある。
お笑いタレントの後藤輝基（フットボールアワー）とは、HKT48所属当初の11歳時にテレビ番組（『HKT48のおでかけ!』 (TBS)）で共演していたことから、「兄さん」とも呼ぶ親しい関係にある。

## グラビアアイドルとして
前述の水着グラビアデビュー後には同種の仕事が増えており、本人も『1/2少女』の発売を機にグラビアクイーンへの意欲を見せているほか、ファンからも「全然服を着てない」「服を着ている姿が新鮮」などと言われることがある。それらを受け、2022年以降はメディアからも「（アイドル界の）グラビアクイーン」と称して報じられることが増えているほか、アイドルとしての高評価を含めて「HKT48の絶対エース」とも称して報じられている。また、自身もグラビアの撮影について「（この時点では未経験の）海外での撮影が夢であり、別の違う世界を見て自分の中の世界観を広げたい」との要望を挙げている。さらには、グラビアによる知名度の上昇や自身によるSNSへの投稿画像（およびその際における肌の露出度）の増加に伴い、「48グループ屈指のグラビアアイドル」や「48グループ屈指のグラビア担当」などと称して報じるメディアも見られるようになっている。
2023年4月30日に東スポWEBのインタビューに答えたところによれば、もともとグラビアは自分の強みとは思っておらず、雑誌の表紙を飾っていたHKT48所属当時の宮脇の姿に憧れては「いつかは自分も表紙になってみたいけど、人気もないし無理だろう」と思っていたが、大人になっていくにつれて自分の頑張る姿を見てくれるファンが増え、それによって叶った『1/2少女』の発売後は雑誌に掲載してもらえる機会も増えたものの、ここまで続くとは思っていなかったという。一方、家族や友達、HKT48のメンバーからは厳しくも優しい言動を寄せられているほか、第5回カバーガール大賞のグランプリ受賞者である大原優乃からも応援されているという。
2024年1月22日に日刊スポーツのインタビューに答えたところによれば、「（HKT48卒業以降は）より積極的に今までNGだったことも解禁しているので、カバーガール大賞で1位を取りたい」との旨を宣言している。また、同年2月21日に日刊SPA!のインタビューに答えたところによれば、「グラビア撮影のメイキング動画も配信できる、日本での水着姿には寒くて辛い冬期に海外へグラビア撮影に行けるなど、より開放的な活動が可能になって表現の幅が広がったため、これまでの『アイドルとしてのグラビア』ではなく『田中美久としての攻めたグラビア』を見せていきたい」との旨を宣言している。
2024年9月8日にYahoo!ニュースのインタビューに答えたところによれば、2017年に16歳でグラビアデビューした当時は雑誌の表紙を毎週のように飾っていた宮脇・山本彩・柏木由紀ら48グループの先輩たちへの憧れから、グラビアをやらせてもらったことは嬉しかったが、すぐ飽きられて長くは続かないと思っていたため、20歳になってからも表紙を飾らせてもらっていることや、グラビアをきっかけにファンになってくれた人たちもいることには、すべてに感謝しているという。また、大事な撮影の1週間くらい前からは田中みな実など肌の美容に詳しい人が紹介しているコスメを買い、使うようにしているという。さらには、同年9月13日に日刊SPA!のインタビューに答えたところによれば、アイドルを卒業してから10キログラムぐらいは痩せており、そこから『気ままに。』に向けて女性らしい身体にしようとジムに加えてピラティスを始めた結果、それまでスマホ首になっていた姿勢が整ったことにより、女性らしさも出たという。
2025年2月26日に配信バラエティ番組『FANTASTICSのイケメンを、壊したい!』 (ABEMA) にて明かしたところによれば、HKT48所属当時は「フレッシュ感がない」との理由を述べるスタッフの指示で胸を小さく見せており、一番の武器であるはずのそれを隠すことに疑問を持ちながら撮影に臨んでいたという。

## 参加曲

### シングル
HKT48名義
- 桜、みんなで食べた（2014年3月12日） - EAN 4988005814586。
- 君はどうして?（2014年3月12日） - JAN 4988005814586。
- 覚えてください（2014年3月12日）研究生名義 - EAN 4988005814609。
- 君のことが好きやけん（2014年3月12日） - EAN 4988005814616。
- 控えめI love you !（2014年9月24日） - EAN 4988005837837。
- 今 君を想う（2014年9月24日） - EAN 4988005837837。
- アイドルの王者（2014年9月24日）Team H名義 - EAN 4988005837837。
- 生意気リップス（2014年9月24日）なこみく名義 - EAN 4988005837851。
- 12秒（2015年4月22日） - EAN 4988005877222。
- ロックだよ、人生は…（2015年4月22日） - EAN 4988005877222。
- 微笑みポップコーン（2015年4月22日）ポップコーンチルドレン名義 - EAN 4988005877222。
- カメレオン女子高生（2015年4月22日）Team H名義 - EAN 4988005877239。
- しぇからしか!（2015年11月25日）HKT48 feat.氣志團名義 - EAN 4988031129203。
- 黄昏のタンデム（2015年11月25日） - EAN 4988031129203。
- Buddy（2015年11月25日）Team H名義 - EAN 4988031129203。
- 74億分の1の君へ（2016年4月13日） - EAN 4988031148914。
- Chain of love（2016年4月13日） - EAN 4988031148914。
- アインシュタインよりディアナ・アグロン（2016年4月13日）なこみく & めるみお名義 - EAN 4988031148938。
- 最高かよ（2016年9月7日） - EAN 4988031177365。
- 夜空の月を飲み込もう（2016年9月7日）HKT48 Team H名義 - EAN 4988031177372。
- 必然的恋人（2017年2月15日） - EAN 4988031207314。
- HKT48ファミリー（2017年2月15日） - EAN 4988031207406。
- キスは待つしかないのでしょうか?（2017年8月2日） - EAN 4988031235386。
- ロマンティック病（2017年8月2日） - EAN 4988031235416。
- 早送りカレンダー（2018年5月2日） - EAN 4988031281222。
- 季節のせいにしたくはない（2018年5月2日） - EAN 4988031281222。
- 僕の想いがいつか虹になるまで（2018年5月2日）さくらはなみく名義 - EAN 4988031281246。
- 意志（2019年4月10日）
- 誰より手を振ろう（2019年4月10日）
- いつだってそばにいる（2019年4月10日）
- 3-2（2020年4月22日）
- 青春の出口（2020年4月22日）
- 君とどこかへ行きたい（2021年5月12日）
- ビーサンはなぜなくなるのか?（2022年6月22日）
- 君はもっとできる（2023年2月8日）
- そういうことFebruary（2023年2月8日）Team KIV名義
- バケツを被れ!（2023年12月20日）
- 僕たちは裏切った（2023年12月20日）

AKB48名義
- 今、Happy（2014年11月26日）ばら組名義 - EAN 4988003460853。
- 大人列車（2015年3月4日）HKT48名義 - EAN 4988003465988。
- カフカとでんでんむChu !（2015年5月20日）でんでんむChu !名義 - EAN 4988003467876。
- Make noise（2016年3月9日）HKT48名義 - EAN 4988003484637。
- 進化してねえじゃん（2016年8月31日）ネクストガールズ名義 - EAN 4988003491468。
- 止まらない観覧車（2017年3月15日）HKT48名義 - EAN 4988003500689。
- 前触れ（2017年5月31日） - EAN 4988003504496。
- だらしない愛し方（2017年8月30日）アンダーガールズ名義 - EAN 4988003508821。
- 11月のアンクレット（2017年11月22日） - EAN 4988003514365。
- 法定速度と優越感（2017年11月22日）U-17選抜名義 - EAN 4988003514402。
- ジャーバージャ（2018年3月14日） - EAN 4988003519704。
- ぶっ倒れるまで（2018年3月14日）HKT48名義 - EAN 4988003519728。
- センチメンタルトレイン（2018年9月19日）
- NO WAY MAN（2018年11月28日）
- ジワるDAYS（2019年3月13日）
- 初恋ドア（2019年3月13日）坂道AKB名義
- サステナブル（2019年9月18日）
- 失恋、ありがとう（2020年3月18日）
- 愛する人（2020年3月18日）

### アルバム
HKT48名義
- 092（2017年12月27日）
  - 人差し指の銃弾 - EAN 4988031254943。
  - ファンミーティング - F24名義 - EAN 4589692420045。
- アウトスタンディング（2021年12月1日）
  - 突然 Do love me!
  - あっけない粉雪

AKB48名義
- ここがロドスだ、ここで跳べ!（2015年1月21日）
  - Birth - EAN 4988003463151。
- 0と1の間（2015年11月18日）
  - あれから僕は勉強が手につかない - でんでんむChu !名義 - EAN 4988003479046。

### 劇場公演ユニット曲
HKT48 研究生「脳内パラダイス」公演
- MARIA

 チームH 2nd Stage「青春ガールズ」
- 雨の動物園

 チームH 3rd Stage「最終ベルが鳴る」
- 初恋泥棒
- ごめんね ジュエル
- 20人姉妹の歌

HKT48 ひまわり組 2nd Stage「ただいま　恋愛中」
- 7時12分の初恋

チームH 4th Stage「シアターの女神」
- 嵐の夜には

## 作品

### 楽曲
- ALFACE SMILE（2018年 / 作詞：萩島宏、石井亮輔 / 作曲：石井亮輔 / 編曲：龍田洪）[220]
- わたしのふるさと（2018年 / 作詞：田中美久 / 作曲：井上トモノリ / 編曲：外山大輔）[221][222]

### 漫画原作
- ROCK THE HOPE（2023年9月7日配信開始、まんが未知、作画：今井大輔）[73]
- 1年後のウェディングドレス（2024年8月22日配信開始、ライブコミックス、作画：椎葉きのこ）[126][127]

## タイアップ
| 楽曲         | タイアップ                                                            |
| ------------ | --------------------------------------------------------------------- |
| ALFACE SMILE | CM：ロハス製薬 オルフェス「バイタルマスク篇」「クリアリングマスク篇」 |

## 出演
太字は主演。

### 映画
- ＃ハンド全力（2020年7月31日公開、イオンエンターテイメント・ラビットハウス・エレファントハウス） - 橋向 役[32]
- ママのふるさと（2021年12月16日公開[注 26]、ABC） - 主演[42]
- ホラーちゃんねる 樹海荘（2022年1月28日公開、モバコン） - 吉岡楓 役[225][226]
- 聖☆おにいさん THE MOVIE〜ホーリーメン VS 悪魔軍団〜（2024年12月20日公開、東宝） - 女子ーズ イエロー 役[123]
- BLUE FIGHT 〜蒼き若者たちのブレイキングダウン〜（2025年1月31日公開、ギャガ / YOAKE FILM） - 早川七海 役[227]
- #真相をお話しします（2025年4月25日公開、東宝） - OL 役[228]

### テレビドラマ
- マジすか学園0 木更津乱闘編（2015年11月28日、日本テレビ） - オトナ 役[229]
- AKBラブナイト 恋工場 第15話（2016年6月9日、テレビ朝日） - 友紀 役（友情出演）[166]
- 最高の教師 1年後、私は生徒に■された（2023年7月15日 - 9月23日、日本テレビ） - 渡会華 役[52][230]
- 最高の生徒〜余命1年のラストダンス〜 第5話（2023年8月19日、日本テレビ） - 渡会華 役[231]
- 厨房のありす 第3話・第6話（2024年2月4日・25日、日本テレビ） - 瑞穂 役[232][233]
- シンデレラ・コンプレックス（2024年3月1日〈2月29日深夜〉 - 4月12日〈11日深夜〉、毎日放送） - 前園由良 役（飯島寛騎とダブル主演）[90][234]
- お迎え渋谷くん 第5話（2024年4月30日、カンテレ） - 沢口美華 役[235]
- 夫の家庭を壊すまで（2024年7月8日 - 9月30日、テレビ東京） - 武藤花音 役[236]
- 新宿野戦病院 第8話（2024年8月21日、フジテレビ） - かえで 役[125][237]
- 3年C組は不倫してます。（2024年10月2日〈1日深夜〉 - 12月18日〈17日深夜〉、日本テレビ） - 佐々木真鈴 役[238]
- おむすび 第26回 - （2024年11月4日 - 、NHK総合） - レナ 役[142][151]

### 配信ドラマ
- 拝啓、大人になる貴方へ（2023年9月23日・30日、Hulu） - 渡会華 役[239]
- 3年C組の担任と不倫してます。（2024年10月2日 - 、TVer） - 佐々木真鈴 役[240]
- 死ぬほど愛して（2025年3月27日 - 、ABEMA SPECIAL） - 小泉彩葉 役[241][242]

### バラエティ番組
- あざとくて何が悪いの?「価値観&恋愛感が別れる日常ドラマ」（2023年3月12日、テレビ朝日） - メイ 役[243]
- ラヴィット!（2023年8月25日[68]・9月8日[69]・2024年1月17日[85][86]・5月24日[244]・8月23日[128][129]・9月6日[130][131]・11月18日[245]・2025年4月25日[246]、TBS）
- 音ボケPOPS（2024年7月 - 、TOKYO MX） - 準レギュラー[247]
- THE突破ファイル「突破空港税関」（2025年1月2日[248]・1月9日[249]、日本テレビ） - 田中係員 役
- ざっくり旅グルメ（パイロット版：2025年2月27日[250] / レギュラー版：2025年6月22日[251] -  (月2回不定期放送) 、BS12 トゥエルビ） - リアクションする人[252]
- 田中美久のおんち酒（2025年3月31日、BS日テレ）[253]

### 配信バラエティ番組
- 本日も絶体絶命。（2024年7月8日 - 、TikTok、YouTube、Instagram）[254]
- 超フューチャークイズ!（2024年7月10日、LINE VOOM）[187]

### テレビアニメ
- おとなの防具屋さんII（2021年2月5日、TOKYO MX） - ???（首領モキュキュ） 役[255][256]

### その他の番組
- 24時間テレビ47 愛は地球を救うのか?（2024年8月31日・9月1日、日本テレビ） - 熊本県民テレビローカルパートのチャリティーパーソナリティー[132]

### CM・広告
- 熊本日日新聞（2014年4月 - 、熊本日日新聞社）[12]
- うまかっちゃん（2014年 - 2015年、ハウス食品）[257]
- 地元代表がご紹介! 東芝家電でひとつ先の新しい暮らし。（2014年12月、東芝） - 熊本県代表[258]
- メイベリン ニューヨーク Fit me Liquid Foundation R × MINE コラボキャンペーン（2020年7月22日 - 10月22日、日本ロレアル）[259]
- FLY!/フライ! スペシャルアンバサダー（2024年3月、東宝東和）[99]

### イベント
- 超十代 - ULTRA TEENS FES - 2017＠TOKYO（2017年3月28日、幕張メッセ）[260]
- プロ野球 福岡ソフトバンクホークス対北海道日本ハムファイターズ戦（2018年7月9日、東京ドーム） - 始球式[26]
- 熊本県 熊本城マラソン（2023年、熊本日日新聞社） - 応援アンバサダー[261]
- 卒業RECORD #ソツレコ 2024（2024年3月3日、京都市西京極総合運動公園） - スペシャルサポーター[262][263]
- プロ野球 東京ヤクルトスワローズ対東北楽天ゴールデンイーグルス（2024年3月16日、明治神宮球場） - 始球式[105]
- 麻生専門学校グループ presents TGC KUMAMOTO 2024 by TOKYOGIRLS COLLECTION（2024年4月13日、グランメッセ熊本）[111]
- 超ライブ配信祭2024〜みんなで叶える夢がある〜（2024年11月3日、新宿住友ホール） - プレゼンター[150]
- 麻生専門学校グループ presents TGC KUMAMOTO 2025 by TOKYOGIRLS COLLECTION（2025年4月12日、グランメッセ熊本）[162]

## 書籍

### 雑誌連載
- LOVE berry（2016年1月 - 〈現在休刊〉、徳間書店） - 専属モデル（ラブモ）[注 27]。
- 月刊エンタメ（徳間書店）
  - 「HKT48 なこみく探偵団」（2014年5月 - 、） - 矢吹奈子と共同連載。
  - 「みくりんの孤独じゃないグルメ」（2019年1月 - ）
  - 「みく散歩」（2020年9月30日 - 2023年12月30日）[265]

### 新聞連載
- くまTOMO[注 28]（2014年4月 - 2018年3月、熊本日日新聞社） - 「みくりんの日々きらきら」のタイトルで連載[266]。

### 写真集
- 1/2少女（2021年9月12日、双葉社、撮影：細居幸次郎） ISBN 978-4-57-531648-3[38][40][267]
- 気ままに。（2024年9月12日、集英社、撮影：東京祐） ISBN 978-4-08-790176-4[124][140] ※電子書籍版も同時発売。

### デジタル写真集
- はじめての（2024年4月5日、スクウェア・エニックス［ヤングガンガンデジタル写真集］、撮影：東京祐）[108][109][268]
- Sunny Days（2024年5月1日、PLANETS）[269][270][注 29]
- もっと、気ままに。（2024年10月14日、集英社［週プレ PHOTO BOOK］、撮影：東京祐）[148][149] ※『気ままに。』のアザーカット集。
- 君が輝けるとき（2024年10月15日、双葉社［漫画アクションデジタル写真集］、撮影：細居幸次郎）[271]
- temptation（2024年11月26日、光文社［FLASHデジタル写真集］、撮影：中村和孝）[272][273]
- いっしょに旅して。（2024年12月6日、スクウェア・エニックス［ヤングガンガンデジタル写真集］、撮影：カノウリョウマ）[274][275]
- きみは、うつくしい。（2024年12月9日、小学館［スピ/サン グラビアフォトブック］、撮影：横山マサト）[276][注 30]
- MIKU TANAKA S/S（2025年1月21日、秋田書店［ヤングチャンピオンデジグラ］）[277][注 31]
- MIKU TANAKA A/W（2025年1月21日、秋田書店［ヤングチャンピオンデジグラ］）[277][注 31]
- MIKU TANAKA ALL SEASON BEST（2025年1月21日、秋田書店［ヤングチャンピオンデジグラ］）[277][注 31]
- 美らなキミと、久々のTRIP（2025年1月24日、白泉社［アニマルデジタルフォトブック］、撮影：青山裕企）[278]
- キミの街まで（2025年2月10日、集英社［週プレ PHOTO BOOK］、撮影：東京祐）[279]
- 時をかける美女（2025年6月17日、扶桑社［SPA!デジタル写真集］、撮影：曽根将樹）[163][280]
- オトナ色の夏（2025年7月4日、講談社［FRIDAYデジタル写真集］、撮影：LUCKMAN）[281]

### カレンダー
- 田中美久 2024.4 - 2025.3 カレンダー（2024年3月9日、わくわく製作所）[92][93][282]
- 田中美久 2025.4 - 2026.3 カレンダー（2025年3月9日、わくわく製作所）[156][157][283]

## 受賞
- ヤングガンガン カバーアワード 2022 1位 & 2位[284]
- AKB48グループ新聞48Timesアワード2022 MIP[47]
- 2023年 第9回カバーガール大賞 芸能・音楽部門[48][49]+総合2位
- グラジャパ！アワード2024 最優秀写真集賞[153]
- NYLON'S NEXT 2025 グラビアアイドル部門[285]